# 글로리아 헤밍웨이

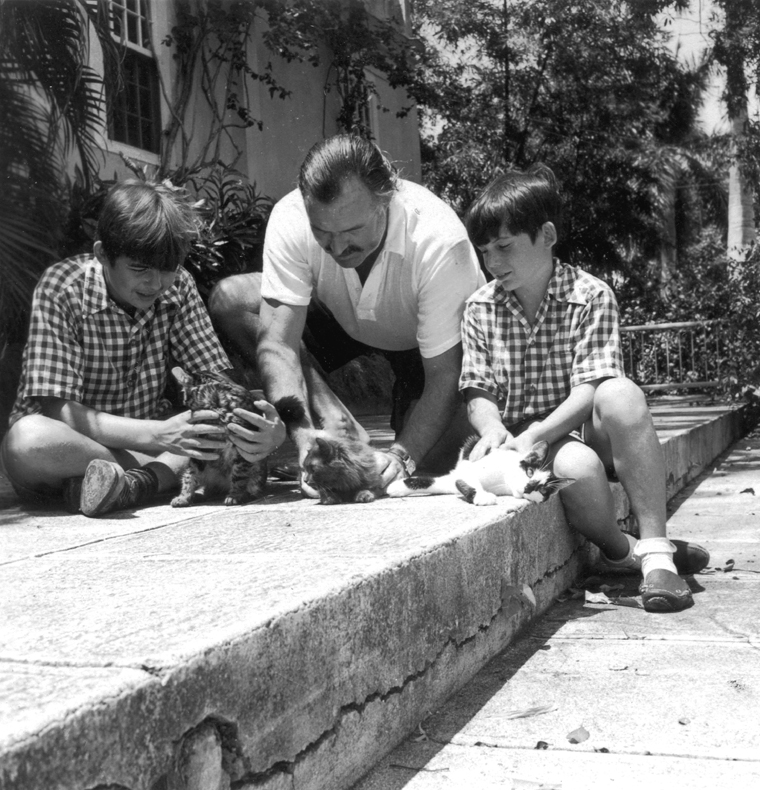
1942년 쿠바에서 헤밍웨이 (오른쪽)

그레고리 핸콕 헤밍웨이(영어: Gregory Hancock Hemingway, 성전환 후 이름은 글로리아 헤밍웨이(영어: Gloria Hemingway), 1931년 11월 12일 ~ 2001년 10월 1일)는 미국의 문학가 어니스트 헤밍웨이의 막내이자 셋째 자녀였다. 8명의 자녀를 두었으며 딸 로리안 헤밍웨이와 아들 존 헤밍웨이 또한 작가로 활동하고 있다. 조울증을 앓다가 말년에 성전환 수술을 받았으나, 그 부작용으로 사망하였다.